# The Niblets
The Niblets (englisch für Die Häppchen) sind eine Gruppe inselartiger Rifffelsen vor der Westküste der Antarktischen Halbinsel. Im Archipel der Biscoe-Inseln liegen sie 13 km westlich des Prospect Point zwischen Harp Island und Beer Island.
Teilnehmer der British Graham Land Expedition (1934–1937) unter der Leitung des australischen Polarforschers John Rymill kartierten und benannten sie deskriptiv nach ihrem Erscheinungsbild.